# Sjurte
Sjurte (ukrainisch Сюрте; russisch Сюрте/Sjurte, slowakisch Surty, ungarisch Szürte) ist ein Ort in der Oblast Transkarpatien in der westlichen Ukraine.

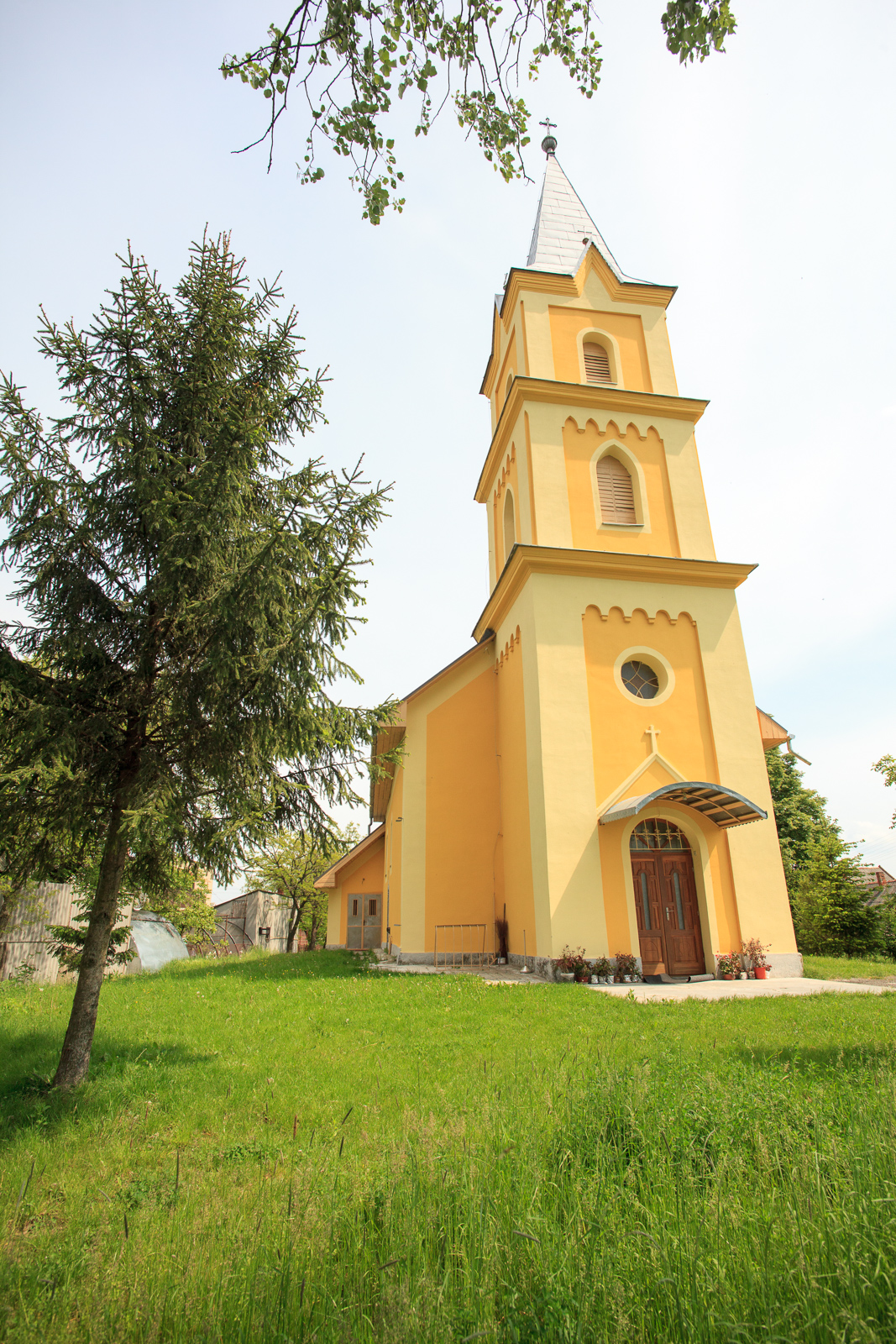
Kirche im Ort

Der Ort wurde 1549 zum ersten Mal schriftlich erwähnt und liegt im Transkarpatischen Tiefland etwa 14 Kilometer südlich von Uschhorod.
Bis 1919 gehörte der Ort zum Kaiserreich Österreich-Ungarn beziehungsweise Ungarn, danach als Teil der Karpato-Ukraine zur Tschechoslowakei. Mit der Annektierung kam er 1939–1945 wieder zu Ungarn, ab 1945 ist der Ort ein Teil der Ukrainischen Sozialistische Sowjetrepublik beziehungsweise seit 1991 Teil der Ukraine.
1945 bekam der Ort den ukrainischen Namen Sjurte, am 25. Juni 1946 wurde er auf den Namen Strumkiwka (Струмківка) geändert, am 2. März 1995 wurde er auf den ursprünglichen Namen zurückbenannt.
Am 12. Juni 2020 wurde das Dorf zusammen mit 11 umliegenden Dörfern zum Zentrum der neu gegründeten Landgemeinde Sjurte (Сюртівська сільська громада/Sjurtiwska silska hromada) im Rajon Uschhorod. Bis dahin bildete es die Landratsgemeinde Sjurte (Сюртівська сільська рада/Sjurtiwska silska rada).
Folgende Orte sind neben dem Hauptort Sjurte Teil der Gemeinde:
| Name                     | Name             | Name                               | Name            | Name                 | Name    |
| ukrainisch transkribiert | ukrainisch       | russisch                           | slowakisch      | ungarisch            | deutsch |
| ------------------------ | ---------------- | ---------------------------------- | --------------- | -------------------- | ------- |
| Batfa                    | Батфа            | Батфа                              | Batva, Batfa    | Bátfa                | —       |
| Halotsch                 | Галоч            | Галоч (Galotsch)                   | Galoč           | Gálocs               | —       |
| Mali Hejiwzi             | Малі Геївці      | Малые Геевцы (Malyje Gejewzy)      | Malé Gejovce    | Kisgejőc             | —       |
| Mali Selmenzi            | Малі Селменці    | Малые Селменцы (Malyje Selmenzy)   | Malé Slemence   | Kisszelmenc          | —       |
| Palad-Komariwzi          | Паладь-Комарівці | Паладь-Комаровцы (Palad-Komarowzy) | Palaď-Komárovce | Palágykomoróc        | —       |
| Pallo                    | Палло            | Палло                              | Palov           | Palló                | —       |
| Ratiwzi                  | Ратівці          | Ратовцы (Ratowzy)                  | Rátovce, Rát    | Rát                  | —       |
| Ruski Hejiwzi            | Руські Геївці    | Русские Геевцы (Russkije Gejewzy)  | Ruské Gejovce   | Oroszgejőc, Sasfalva | —       |
| Tschasliwzi              | Часлівці         | Часловцы (Tschaslowzy)             | Časlovce        | Császlósz            | —       |
| Tyjhlasch                | Тийглаш          | Тыйглаш (Tyjglasch)                | (Malý) Tégláš   | Kistéglás            | —       |
| Welyki Hejiwzi           | Великі Геївці    | Великий Геевцы (Weliki Gejewzy)    | Veľké Gejovce   | Nagygejőc            | —       |